# Johan Gunder Adler

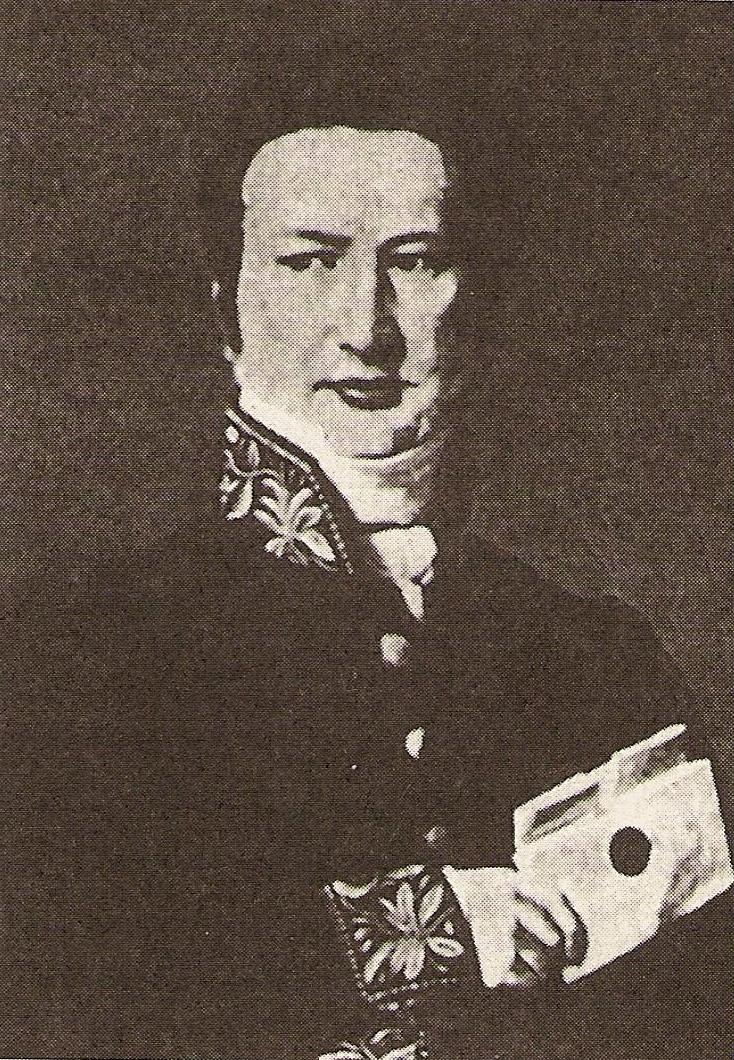
Johan Gunder Adler als Kabinettssekretär Christians VIII.

Johan Gunder Adler (* 5. März 1784 in Kopenhagen; † 26. Mai 1852 in Hof (Saale)) war ein dänisch-norwegischer Beamter und Mitverfasser des einflussreichsten Entwurfs für die Verfassung von Eidsvoll.

## Leben
Seine Eltern waren der Küfermeister Adolph Andreas(sen) Adler (ca. 1747–1819) und dessen Ehefrau Ingeborg Lund (ca. 1756–1823). Am 23. Dezember 1829 heiratete er Anna Marie (Høyer) Saabye (8. März 1786–24. Januar 1857), Tochter des Propstes Christian Frederik Høyer (1739–1897) und dessen Frau Dorothea Thulstrup (1760–1818).
Er legte 1803–1804 an der Universität Kopenhagen das Annenexamen ab, setzte aber sein Studium nicht fort. Während der Belagerung Kopenhagens durch die Engländer im Jahre 1807 diente er als Sergeant des Kommandeurs des königlichen Leibjägerkorps unter Georg Sverdrup, der ihm besondere Gewissenhaftigkeit, Kühnheit, Mut und Geistesgegenwart bescheinigte. Nach einigen Jahren als Sprachlehrer ging Adler 1812 nach Fredrikshald (heute Halden in Norwegen) als Leiter der dortigen Prinz-Christian-August-Gedächtnis-Schule, der späteren „Lærde skole“. 1813 traf er dort mit Prinz Christian Friedrich von Dänemark zusammen. Christian Friedrich hatte Schwierigkeiten, Norweger zu finden, die Französisch beherrschten. Das war bei Adler der Fall.
Es gibt keine Quelle, aus der hervorgeht, wie es dazu kam, dass er und Christian Magnus Falsen, die sich von Studienzeiten her kannten, dazu kamen, den ersten und gründlichsten Entwurf für ein norwegisches Grundgesetz zu erarbeiten. Er wurde in der Zeitschrift Journal for Lovgivning, Rigsforsamling og Politik veröffentlicht. Die meisten frühen Untersuchungen zur Entstehung der Verfassung von Eidsvoll schreiben Falsen den Hauptanteil daran zu, allen voran die Verfassungsgeschichte von Henrik Arnold Wergeland. Dafür sprach, dass das Manuskript in der Handschrift Falsens abgefasst und auf Falsens Gutshof Vollebæk zusammengestellt worden ist. Auch stellte Falsen den Entwurf als eigenen auf der Reichsversammlung vor. Wergeland schrieb, dass Adler nur die Einleitung zum Entwurf geschrieben und Falsen durch seine profunden Kenntnisse der neueren französischen Geschichte und Verfassung Material geliefert habe. Diese Auffassung wurde zuletzt noch in einer Dissertation von Einar Østvedt von 1945 vertreten. In seinem Gutachten zu dieser Dissertation widersprach der Historiker Jacob S. Worm-Müller 1947 dieser These. Dessen Hauptargument stammt allerdings von Adler selbst. Dieser hatte nämlich einige Jahre vor seinem Tod dem dänischen Historiker Hans Peter Giessing auf die Frage nach der Autorschaft des Verfassungsentwurfs geschrieben, er habe über die Einleitung hinaus den ganzen "ersten und politischen Teil" verfasst, während Falsen den letzten und juristischen Teil verfasst habe. Daraus schloss Worm-Müller, dass die ersten drei Kapitel mit den allgemeinen Grundsätzen der Staatsverfassung, den Wahlen und der Regierungsform von Adler stammen und von Falsen die übrigen fünf Kapitel über die Rechtspflege, das Verteidigungswesen, die Finanzverfassung, das Kirchen- und Schulwesen und die Möglichkeiten der Verfassungsänderung.
Falsen folgte dem Prinzregenten nach Eidsvoll und half ihm bei der Abfassung von dessen öffentlichen Bekanntmachungen. Wergeland berichtet, dass der Prinzregent für Adler einen Sitz in der Reichsversammlung wollte, sich aber Falsen und Georg Sverdrup widersetzt hätten. Am 28. Juli 1814 wurde Adler formell zu Christian Frederiks Kabinettssekretär ernannt und nahm in dieser Eigenschaft an den Verhandlungen mit den Abgesandten der Großmächte teil und war auch einer der Unterhändler im Krieg gegen Schweden über einen Waffenstillstand, wobei ihm seine Französischkenntnisse gegenüber dem schwedischen König Karl Johann sehr zustattenkamen. Nach dem Vertrag von Moss blieb er der nächste Ratgeber des Prinzen und unterzeichnete neben diesem das Gutachten über die politische Stellung des Königs vom 11. September 1814.
Adlers Aufenthalt in Norwegen war nur kurz. Er blieb den Rest seines Lebens bei Christian Friedrich. Er folgte ihm 1814, als dieser Norwegen verlassen musste und war 1815 in seinen Diensten, als er Gouverneur von Fünen war. Er begleitete Christian Friedrich auf dessen großen Auslandsreisen 1819 bis 1822. Er war dessen Kontaktmann zu seinen norwegischen Freunden. Als Christian Friedrich 1839 als Christian VIII. den dänischen Thron bestieg, wurde er dessen Geheimer Kabinettsekretär und 1840 Staatssekretär für Gnadensachen, wo er zur zentralen Gestalt für das umfangreiche Gratifikationssystem des späten Absolutismus wurde. Von 1839 bis 1840 war er Mitglied des Direktoriums für das königliche Theater. 1840 wurde er Geheimer Etatsrat und 1848 Geheimer Konferenzrat. Er war der engste Vertraute des Königs und dessen wichtigster Berater. Nach dem Tode des Königs zog er sich zurück. Er starb während eines Kuraufenthaltes in Hof in Bayern, wo er auch begraben liegt.
1842 erhielt er das Kommandeurskreuz der Ehrenlegion und 1843 das Großkreuz des Dannebrogordens.